# مايكروسوفت للألعاب
مايكروسوفت للألعاب (بالإنجليزية Microsoft Gaming)، هي شركة متعددة الجنسيات متخصصة في مجال ألعاب الفيديو والترفيه الرقمي تابعة لشركة مايكروسوفت. تمتلك مايكروسوفت للألعاب العلامة التجارية الشهيرة إكس بوكس، بالإضافة إلى الإشراف على الإنتاج وتطوير الألعاب والنشر والبحث والتطوير والمبيعات (الأجهزة والبرامج والخدمات) لـ إكس بوكس والشركات التابعة للقسم الثلاثة (الناشرين) في جميع أنحاء العالم. تتكون الشركات التابعة الثلاثة من: إكس بوكس غيم ستوديوز، وزيني ماكس ميديا (تعمل بيثيسدا سوفت ووركس كناشر)، وأكتيفجن بليزارد (تنقاسم النشر بين أكتيفجن، بليزارد إنترتينمنت، وكينغ)، وتقوم كل منها بنشر الألعاب تحت علامتها الخاصة. الرئيس التنفيذي هو فيل سبنسر ، الذي يشرف بشكل متزامن على علامة إكس بوكس التجارية منذ عام 2014، هو قائد القسم.

## أقسام الأعمال والاستراتيجية
استراتيجية مايكروسوفت جيمنج في صناعة الألعاب الفيديو تتميز بالالتزام بالشمولية والإمكانية. تهدف الشركة إلى الوصول إلى جمهور أوسع وتلبية تفضيلات اللاعبين المختلفة من خلال نشر الألعاب على منصات الكمبيوتر و إكس بوكس واجهزة التلفاز والجوال وغيرها. تركز مايكروسوفت على خدمة اشتراك Xbox Game Pass، التي توفر مجموعة متنوعة من مكتبات الألعاب مقابل رسوم شهرية.

### أجهزة وبرامج منصة إكس بوكس
دخلت مايكروسوفت سوق منصات الألعاب المنزلية في عام 2001 بإصدار منصة إكس بوكس من الجيل الأول، ومنذ ذلك الحين قامت بتصنيع ثلاثة أنظمة متتالية ، اعتبارًا من عام 2023 ، كجزء من علامة إكس بوكس التجارية. تم إصدار أحدث أجهزة الألعاب من مايكروسوفت ، إكس سيريس X و إكس بوكس سيريس S ،إكس بوكس سيريس X هي منصة لعب عالية الأداء مع دعم دقة 4K ، بينما توفر اكس بوكس سيريس S بسعر معقول مع التركيز على الألعاب الرقمية بدقة أقل. بيعت منصات إكس بوكس سيريس 21 مليون وحدة في المجموع بحلول عام 2023. كانت مايكروسوفت و سوني منافسين في سوق أجهزة الألعاب منذ عام 2001. كان إكس بوكس 360 هو أكبر منافس لـ (PS3) خلال الجيل السابع من منصات الالعاب. باعت شركة سوني جهاز (PS4) بعددًا يصل الى ضعف عدد الوحدات المباعة ل اكس بوكس ون. اختتم الجيل الثامن من منصات الالعاب ببيع بلاي ستيشن 4 117 مليون وحدة ، وبيع نينتندو سويتش 133 مليون وحدة (لازال مستمر بيعه حتى 2023) ، وبيع اكس بوكس ون 58 مليون وحدة.

### إكس بوكس جيم باس و إكس بوكس كلاود

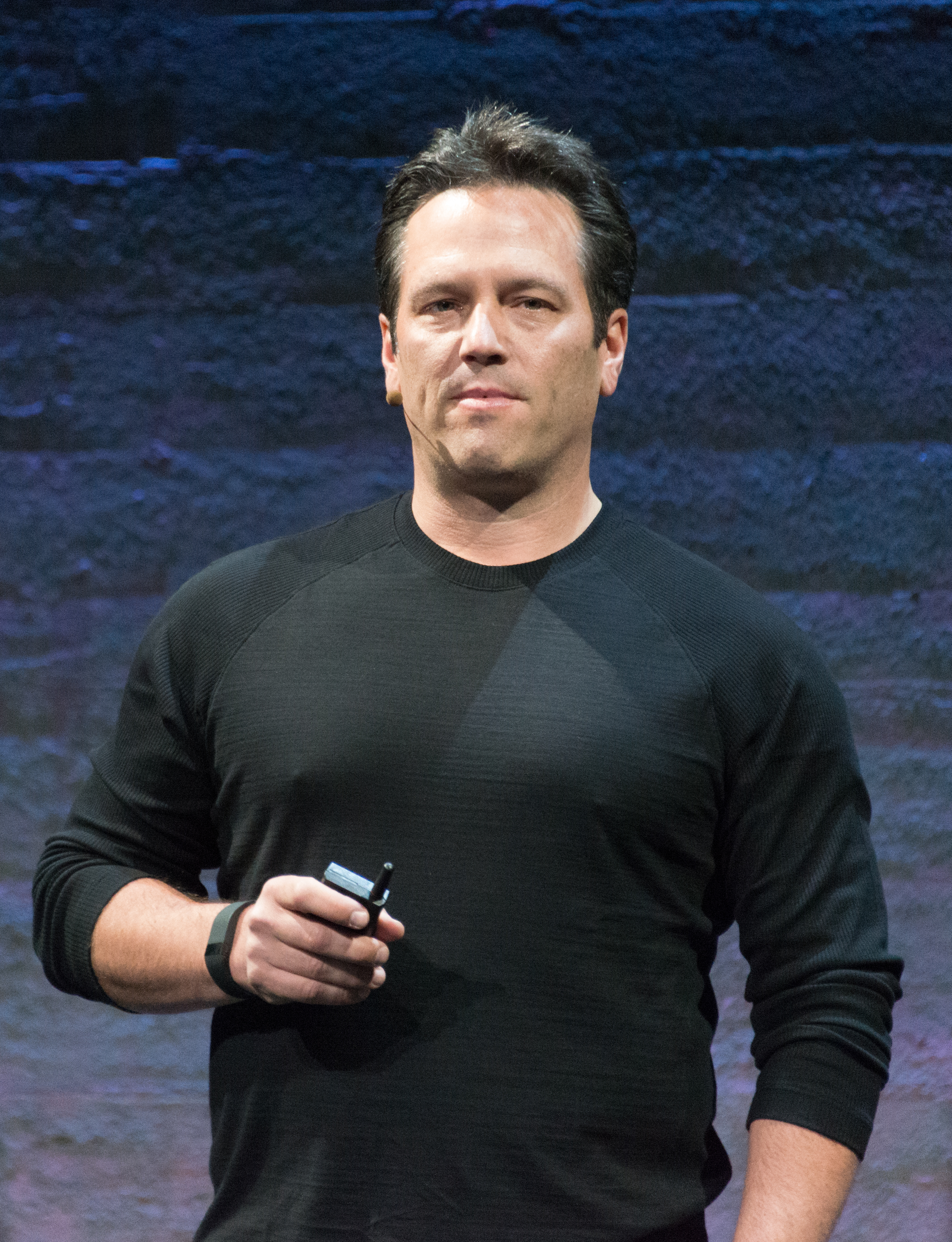
فيل سبنسر، الرئيس التنفيذي

أنشأت مايكروسوفت خدمة إكس بوكس جيم باس في عام 2017. إكس بوكس جيم باس هي خدمة اشتراك توفر مكتبة ضخمة من الألعاب مقابل رسوم شهرية. يتضمن ذلك مزيجًا من عناوين الطرف الأول وألعاب الطرف الثالث والعناوين المتاحة عبر منصات القديمة. وقد تم الإشادة بالخدمة لقيمتها وأصبحت جزءًا مهمًا من استراتيجية الألعاب الخاصة بـ مايكروسوفت. في عام 2022 ، أعلنت مايكروسوفت أن جيم باس تجاوز 25 مليون مشترك.
أطلقت مايكروسوفت للألعاب خدمة إكس بوكس كلاود جيمنج لمشتركي Xbox Game Pass Ultimate في 15 سبتمبر 2020. إكس بوكس كلاود جيمنج هي خدمة ألعاب السحابية من مايكروسوفت المصممة للسماح للمستخدمين بلعب ألعاب فيديو عالية الجودة عبر البث على مجموعة متنوعة من الأجهزة. تستخدم الخدمة تقنية السحابة لتفعيل الألعاب على أجهزة مثل الهواتف الذكية والأجهزة اللوحية وأجهزة الكمبيوتر الشخصية دون الحاجة إلى أجهزة عالية الجودة. باعت مايكروسوفت حقوق الألعاب السحابية الخاصة بـ Activision Blizzard لشركة يوبي سوفت لمدة 15 عامًا في عام 2023 بسبب الضغط التنظيمي من الاستحواذ على أكتيفجن بليزارد.

## المنتجات

### الاشتراكات
| دور                                    | اسم        | تفاصيل                                                   |
| -------------------------------------- | ---------- | -------------------------------------------------------- |
| الرئيس التنفيذي                        | فيل سبنسر  |                                                          |
| الرئيس، اكس بوكس                       | سارة بوند  | مدير جميع عمليات Xbox                                    |
| رئيس محتوى الألعاب والاستوديوهات       | مات بوتي   | مسؤول عن الإشراف على Xbox Game Studios وZeniMax Media    |
| الرئيس التنفيذي لشركة أكتيفيجن بليزارد | بوبي كوتيك | الرئيس التنفيذي لشركة Activision Blizzard                |
| كبير مسؤولي العمليات                   | ديف مكارثي | قيادة عملية دمج Activision Blizzard ضمن Microsoft Gaming |

## الشركات التابعة والاستوديوهات
| مايكروسوفت للألعاب | مايكروسوفت للألعاب | مايكروسوفت للألعاب |
| الاستوديوهات | الاستوديوهات | أكتيفجن بليزارد |
| إكس بوكس جيم ستوديوز | زيني ماكس ميديا | أكتيفجن بليزارد |
| --- | --- | --- |
| - 343 إندستريز - كومبوليشن جيمز - دابل فاين - inXile Entertainment - موجانغ - نينجا ثيوري - أوبسيديان إنترتنمنت - بلاي غراوند جيمز - رير - ذا كوليشن (شركة) - The Initiative ‏ - تيرن 10 ستوديوز - أنديد لابز - World's Edge - Xbox Game Studios Publishing | - ألفا دوغ غيمز - أركين ستوديوز - بيثيسدا جيم ستوديوز - بيثيسدا سوفت ووركس - إد سوفتوير - ماشين جيمز - Roundhouse Studios - تانغو جيم وركس - زيني ماكس أونلاين ستوديوز | أكتيفجن - Activision Shanghai Studio - بينوكس - ديمن وير - Digital Legends Entertainment - High Moon Studios - إنفنتي وورد - راديكال إنترتينمنت - ريفن سوفتوير - سلدج همر جيمز - Solid State Studios - تويز فور بوب - تريارك بليزارد إنترتينمنت - فكيريوس فيجينز - Proletariat كينغ (شركة) |